# Позднякова, София Станиславовна
София Станиславовна Позднякова (в замужестве — Лоханова; род. 17 июня 1997, Новосибирск) — российская фехтовальщица на саблях. Двукратная олимпийская чемпионка 2020 года в личном и командном первенстве, двукратная чемпионка мира, двукратная чемпионка Европы, призёр чемпионатов мира и Европы. Заслуженный мастер спорта России (2018).

## Биография
София родилась 17 июня 1997 года в Новосибирске. Её отец — знаменитый фехтовальщик на саблях, четырёхкратный олимпийский чемпион, президент Олимпийского комитета России (2018—2024) Станислав Поздняков. София Позднякова тренируется в Центре спортивной подготовки по фехтованию в Новосибирске. Тренер — Сергей Степанкин. Кроме того, спортсменка окончила Смоленскую государственную академию физической культуры, спорта и туризма, в будущем планирует стать спортивным журналистом. С 2016 года выступает за ЦСКА.
София начала фехтовать в 10 лет, а до этого занималась плаванием и спортивной акробатикой. Будучи юниоркой, она успешно зарекомендовала себя как претендентка на попадание в основную команду: в 2017 году саблистка стала чемпионкой мира среди юниоров.
В том же сезоне София дебютировала в составе национальной сборной и стала серебряным призёром чемпионата Европы в командной сабле. А через год стала чемпионкой Европы в том же виде программы.
В том же году София совершила прорыв на чемпионате мира: она выиграла золотую медаль в личной сабле. На своём турнирном пути юная россиянка одержала победу над тремя чемпионками мира в командных турнирах (двумя американками Энн-Элизабет Стоун и Дагмарой Возняк и итальянкой Ирене Векки), а финальном поединке в упорной борьбе победила свою более именитую соотечественницу — семикратную чемпионку мира и олимпийскую чемпионку Софью Великую. Эта победа стала для Софии Поздняковой первой личной медалью в карьере на главных соревнованиях сезона. Через три дня София и её подруги по команде заняли второе место в командном первенстве.
В 2019 году россиянка стала двукратной чемпионкой Европы в командной сабле, а месяц спустя София выиграла свою вторую золотую медаль на чемпионатах мира в том же виде программы.
В 2021 году впервые стала чемпионкой России в индивидуальном первенстве. Чемпионат России проходил в Новосибирске. В 2022 году в Сочи защитила свой титул.
После Олимпиады в Токио София заявила, что сделает паузу в карьере, чтобы больше времени посвящать семье.
В июле 2025 года сообщила о возвращении в спорт и намерении выступить на летних Олимпийских играх 2028 года в Лос-Анджелесе.

### Личная жизнь
В сентябре 2020 года вышла замуж за саратовского фехтовальщика 22-летнего Константина Лоханова. В 2022 году Лоханов уехал в США, Позднякова осталась в России и решила развестись с мужем. Отец Софии Станислав Поздняков заявил, что «воспитание и любовь к Родине позволили Софии не разделить печальную участь „испуганных любителей малинового фраппе и желтых самокатов“».

### Общественная позиция
В 2024 году являлась доверенным лицом кандидата в президенты России Владимира Путина.

## Лучшие результаты

### Олимпийские игры
- Золото — летние Олимпийские игры 2020 года (Токио, Япония)
- Золото — летние Олимпийские игры 2020 года (Токио, Япония) (команды)

### Чемпионаты мира
- Золото — чемпионат мира 2018 года (Уси, Китай)
- Золото — чемпионат мира 2019 года (Будапешт, Венгрия) (команды)
- Серебро — чемпионат мира 2018 года (Уси, Китай) (команды)

### Чемпионаты Европы
- Золото — чемпионат Европы 2018 года (Нови-Сад, Сербия) (команды)
- Золото — чемпионат Европы 2019 года (Дюссельдорф, Германия) (команды)
- Серебро — чемпионат Европы 2017 года (Тбилиси, Грузия) (команды)

### Чемпионаты России
- Золото — чемпионат России 2021 года (Новосибирск)
- Золото — чемпионат России 2022 года (Сочи)
- Бронза — чемпионат России 2023 года (Владикавказ)
- Золото — чемпионат России 2018 года (Смоленск) (команды)
- Серебро — чемпионат России 2017 года (Арзамас) (команды)
- Серебро — чемпионат России 2021 года (Новосибирск) (команды)
- Серебро — чемпионат России 2023 года (Владикавказ) (команды)

## Награды
- Орден Дружбы (11 августа 2021 года) — за большой вклад в развитие отечественного спорта, высокие спортивные достижения, волю к победе, стойкость и целеустремленность, проявленные на Играх XXXII Олимпиады 2020 года в городе Токио (Япония)[14].